# Bronspygmétyrann
Bronspygmétyrann (Pseudotriccus pelzelni) är en fågel i familjen tyranner inom ordningen tättingar.

## Utseende
Bronspygmétyrannen är en mycket liten och knubbig tyrann med anspråkslös fjäderdräkt som i sämre ljus ser enfärgat brunaktig ut. I bra ljus syns mörkare olivgrön ovansida, matt gulbrunt bröst och gulaktig buk.

## Utbredning och systematik
Bronspygmétyrann delas in i fyra underarter med följande utbredning:
- annectens/berlepschi-gruppen
  - Pseudotriccus pelzelni berlepschi – förekommer i bergen i östra Panama och angränsande nordvästra Colombia
  - Pseudotriccus pelzelni annectens – förekommer i Anderna i sydvästra Colombia och nordvästra Ecuador (södra till El Oro)
- pelzelni-gruppen
  - Pseudotriccus pelzelni pelzelni – förekommer i östra Colombia (Meta) och östra Ecuador (Napo-Pastaza)
  - Pseudotriccus pelzelni peruvianus – förekommer i Anderna i östra Peru (San Martín till Cusco)

### Familjetillhörighet
Arten placeras traditionellt i familjen tyranner. DNA-studier visar dock att Tyrannidae består av fem klader som skildes åt redan under oligocen, pekar på att de skildes åt redan under oligocen, varför vissa auktoriteter behandlar dem som egna familjer. Bronspygmétyrannen med släktingar placeras då i Pipromorphidae.

## Levnadssätt
Bronspygmétyrannen hittas i undervegetation i bergsskogar på mellan 700 och 2000 meters höjd, vanligtvis lägre än närbesläktade arten rödhuvad pygmétyrann. Där ses den sitta ensam och tystlåtet, varifrån den gör utfall för att fånga insekter. Arten upptäcks ofta på ljud från näbben och från vingslagen. 

## Status och hot
Arten har ett stort utbredningsområde, men tros minska i antal, dock inte tillräckligt kraftigt för att den ska betraktas som hotad. Internationella naturvårdsunionen IUCN listar arten som livskraftig (LC). Beståndet uppskattas till i storleksordningen en halv miljon vuxna till fem miljoner vuxna individer.

## Namn
Fågelns vetenskapliga artnamn hedrar August Pelzel Edler von Pelzeln (1825-1891), österrikisk ornitolog och samlare.